# دانيال فريتاس
دانيال فريتاس (بالإسبانية: Daniel Rodríguez)‏ (22 نوفمبر 1965 بمونتفيدو في الأوروغواي - ) هو ملاكم أوروغواني. شارك في الألعاب الأولمبية الصيفية 1988.

## وصلات خارجية
- دانيال فريتاس على موقع بوكس ريك (الإنجليزية) (registration required)
- دانيال فريتاس على موقع اللجنة الأولمبية الدولية (الإنجليزية)
- دانيال فريتاس على موقع أوليمبيديا (الإنجليزية)